# Clare Foster
Clare Foster, född 24 juli 1980 i Southend-on-Sea, Essex, är en brittisk skådespelare.
Foster har bland annat medverkat i TV-serierna The Bill (2008-2009), Galavant från 2016, The Ex-Wife från 2022 och Nolly – en såpastjärnas fall från 2023.

## Filmografi (i urval)
- 2008-2009: The Bill
- 2016: Galavant
- 2022: The Ex-Wife
- 2023: Nolly – en såpastjärnas fall
- 2025 – Heads of State